# L'Arc-en-Ciel
L'Arc-en-Ciel ("Regnbuen" på fransk) ofte skrevet L'Arc〜en〜Ciel) er en japansk rockgruppe fra Osaka, dannet i 1991. Gruppen er en af de bedst sælgende grupper i Japan og har siden sin debut solgt over 15 millioner albums.

## Historie

### 1991-1997
Bassist og gruppeleder Tetsuya samlede i 1991 forsanger Hyde (da kendt som HIDE), guitarist HIRO og trommeslager PERO, og dannede gruppen L'Arc-en-Ciel. Den 12. juni 1992 forlod HIRO bandet, og tetsuya overtalte sin ven Ken til at droppe sine universitetsstudier og blive bandets nye guitarist. Senere samme år forlod PERO også gruppen, og Sakura blev L'Arc-en-Ciels nye trommeslager.
Bandet udgav i 1993 deres debutalbum Dune, på det uafhængige pladeselskab Danger Crue, der nåede op på nr. 1 på Oricon indies-hitlisten. Dette fangede flere større pladeselskabers opmærksomhed, og i 1994 skrev de kontrakt med Sony Music Entertainment Japans Ki/oon division. I 1997, kun to år efter deres store succes med pladen True, der blev deres første album til at nå over en million kopier, blev trommeslager Sakura anholdt for heroin besiddelse og gruppens CD'er blev taget af hylderne.

### 1997- 2003
L'Arc-en-Ciel gjorde deres comeback med koncerten "Reincarnation 97 Live" i Tokyo Dome, hvor de også præsenterede deres nye trommeslager Yukihiro, tidligere trommeslager for Zi:Kill og Die in Cries.
Kort tid efter udgivelsen af singlen "Niji", skrev Yukihiro kontrakt som den nye officielle trommeslager for L'Arc-en-Ciel. 
I 1998 udgav L'Arc-en-Ciel singlen "Winter Fall", der blev deres første single, som nåede nummer et på Oricon-hitlisten. De udgav også to albums, Ark og Ray, der begge nåede toppen på Oricon music-hitlisten, og var de første japanske albums til at blive udgivet samtidigt udenfor Japan. 
I 2001 blev singlen "Spirit Dreams Inside(Another Dream)" udgivet, og var den sidste CD til at blive udgivet før gruppens officielle pause. 
Under denne pause arbejdede hver af medlemmerne på deres egne soloprojekter.
Ken startede Sons of All Pussys, med tidligere trommeslager Sakura. 
Hyde udgav to soloalbums, Roentgen og 666, spillede sammen med Gackt i filmen Moon Child, og spillede desuden også figuren Adam i filmen Kagen no Tsuki.
Tetsuya startede sin solokarriere som Tetsu69 og Yukihiko dannede Acid Android.

### 2004-2005
I juni 2004 gjorde gruppen deres comeback med singlen "Ready Steady Go", der toppede Oricon Weekly singles hitlisten og blev brugt som temasang for den populære anime Fullmetal Alchemist.
I marts udgav de cd'en Smile, der blandt andet indeholdte singlen "Hitomi no Juunin", og kort efter udgav de singlen "Jiyuu e no Shoutai", som blev den første single til at indeholde en sang af P'unk-en-Ciel, gruppens alter ego gruppe.
I juli 2004 gjorde L'Arc-en-Ciel deres debut i Nord Amerika til anime conventionen "Otakon", hvorefter en DVD af deres optræden blev udgivet af Tofu Records, Sony Music Japans amerikanske label. Senere, i 2007, skrev L'Arc-en-Ciel kontrakt med HMV America.
I august 2005 tog gruppen på landsdækkende turné, hvorefter de tog på endnu en turné "Asia Live 2005", hvor gruppen blandt andet optrådte i Seoul og Shanghai.
Efter disse to turnéer vendte medlemmer igen tilbage til deres soloprojekter. 

### 2006-nu
I november 2006 optrådte L'Arc-en-Ciel to gange i Tokyo Dome for at markere deres 15-års jubilæum. Biletterne var solgt ud i løbet af 2 minutter, endnu hurtigere end deres tidligere 4-minutters rekord ved comeback koncerten i Tokyo Dome, i 1997. 
I 2007 udgav gruppen en række singler der alle nåede toppen på Oricon-hitlisterne og året efter tog gruppen på turnéen "L'7", hvor de besøgte en række større asiatiske byer, samt holdt deres første koncert i Europa, i Paris, Frankrig.
I 2009 dannede hyde rock gruppen Vamps sammen med Oblivion Dusts K.A.Z, og udgav albummet "Vamps".
I 2010 annoncerede Tetsu at han havde ændret sit kunstnernavn til Tetsuya.
Året efter blev det offentliggjort at L'Arc-en-Ciel ville udgive deres tolvte studiealbum Butterfly, der skulle indeholde alle singler fra "Drink it Down" og frem, samt de nye hitsingler "Good Luck My Way", "Chase" og "X X X". Plus at de ville udgive deres første album som "P'unk-en-Ciel" den samme dag. 
Gruppen holdt koncerten "L'A Happy New Year!", i Makuhai Messe, hvor de både fejrede deres 20-års jubilæum og nytårsaften. De fejrede igen deres 20-års jubilæum med koncerterne "20th L'Anniversary Concert" der blev holdt på Ajinomoto Stadium i Tokyo, i maj måned.
Efter udgivelsen af Butterfly den 8. februar 2012, tog gruppen på verdensturné hvor de optrådte i Hong Kong, Bangkok, Shanghai, Taipei, New York, London, Paris, Singapore, Jakarta, Seoul, Yokohama, Osaka, Tokyo og Honolulu. 
Koncerten i New York fandt sted i Madison Square Garden hvorved L'Arc-en-Ciel blev den første japanske gruppe til at optræde på denne legendariske scene. 
Ved koncerten i Honolulu den 31. maj erklærede borgmesteren Peter Carlisle den 31. Maj som "L'Arc〜en〜Ciel dag", da han følte at gruppen "havde lavet et stort bidrag til at bygge en bro af venskab imellem Hawaii og Japan".
Efter jubilæumskoncerterne åbnede L'Arc-en-Ciel for en stemmeside på deres hjemmeside, hvor fans verden over kan stemme på hvilke lande de ønsker, L'Arc-en-Ciel skal besøge på deres næste verdensturné.

## Medlemmer

### L'Arc-en-Ciel
- hyde – vokal, lejlighedsvis rytmeguitar (1991-nu)
  - Gik oprindeligt under navnet HIDE
- tetsuya – bas, back-up vokal (1991-nu)
  - Gik oprindeligt under navnet TETSU, derefter tetsu.
- ken – guitar, back-up vokal (1992-nu)
- yukihiro – trommer, percussion (1998-nu)

 Tidligere Medlemmer 
- HIRO – guitar (1991-1992)
- PERO – trommer (1991-1992)
- sakura – trommer, percussion (1993-1997)

### P'unk-en-Ciel
- T.E.Z P'UNK (tetsuya) – vokal
  - Brugte originalt navnet TETSU P'UNK.
- HYDE P'UNK (hyde) – guitar, back-up vokal
- YUKI P'UNK (yukihiro) – bas, back-up vokal
- KEN P'UNK (ken) – trommer

## Diskografi

### Singler
- 25. november 1992: Floods of Tears"/"Yasouka" (夜想花)
- 21. oktober 1994: Blurry Eyes
- 6. juli 1995: Vivid Colors
- 20. oktober 1995: Natsu no Yuu-utsu -Time to Say Good-bye-(夏の憂鬱[time to say good-bye]
- 8. juli 1996: Kaze ni Kienaide (風にきえないで)
- 17. oktober 1996: Flower
- 21. november 1996: Lies and Truth
- 17. oktober 1997: Niji (虹)
- 28. januar 1998: Winter Fall
- 25. marts 1998: Dive to Blue
- 8. juli 1998: Honey
- 8. juli 1998: Kasou (花葬)
- 8. juli 1998: Shinshoku (Lose Control)(浸食 〜lose control〜)
- 7. oktober 1998: Snow Drop
- 14. oktober 1998: Forbidden Lover
- 21. april 1999: Heaven's Drive
- 2. juni 1999: Pieces
- 11. august 1999: Driver's High
- 27. oktober 1999: Love Flies
- 19. januar 2000: Neo Universe/Finale
- 19. juli 2000: Stay Away
- 5. september 2001: Spirit Dreams Inside -Another Dream-
- 4. februar 2004: Ready Steady Go
- 3. marts 2004: Hitomi no Juunin(瞳の住人)
- 2. juni 2004: Jiyuu e no Shoutai(自由への招待)
- 13. januar 2005: Killing Me
- 6. april 2005: New World
- 18. maj 2005: Jojoushi(叙情詩)
- 20. juli 2005: Link
- 30. august 2006: The Fourth Avenue Café
- 30. maj 2007: Seventh Heaven
- 29. august 2007: My Heart Draws a Dream
- 10. oktober 2007: Daybreak's Bell
- 14. november 2007: Hurry Xmas
- 2. april 2008: Drink It Down
- 27. august 2008: Nexus 4/Shine
- 27. januar 2010: Bless
- 29. juni 2011: Good Luck My Way
- 12. oktober 2011: X X X(Kiss Kiss Kiss)
- 21. december 2011: Chase

| - 27. april 1993: Dune - 14. juli 1994: Tierra - 1. september 1995: Heavenly - 12. december 1996: True - 25. februar 1998: Heart - 1. juli 1999: Ark - 1. juli 1999: Ray - 30. august 2000: Real - 31. marts 2004: Smile - 22. juni 2005: Awake - 21. november 2007: Kiss - 8. februar 2012: Butterfly | - 28. juni 2000: Ectomorphed Works - 14. marts 2001: Clicked Singles Best 13 - 19. marts 2003: The Best of L'Arc-en-Ciel 1994-1998 - 19. marts 2003: The Best of L'Arc-en-Ciel 1998-2000 - 19. marts 2003: The Best of L'Arc-en-Ciel c/w - 10. marts 2010: Quadrinity: Member's Best Selections - 16. februar 2011: Twenity 1991-1996 - 16. februar 2011: Twenity 1997-1999 - 16. februar 2011: Twenity 2000-2010 |

*Alle datoer er de japanske udgivelsesdatoer